# Nikki McCray
Nikki Kesangane McCray-Penson (ur. 17 grudnia 1971 w Collierville, zm. 7 lipca 2023) – amerykańska koszykarka występująca na pozycji rzucającej, dwukrotna mistrzyni olimpijska, członkini Galerii Sław Żeńskiej Koszykówki. Była trenerką drużyny NCAA – Old Dominion Lady Monarchs.
W 1995 roku uzyskała tytuł Bachelor of Science (odpowiednik licencjatu) z marketingu sportowego.
W jej rodzinnej miejscowości Collierville nazwano park jej imieniem.
W 2013 zdiagnozowano u niej raka sutka. Zmarła 7 lipca 2023.

## Osiągnięcia
Na podstawie, o ile nie zaznaczono inaczej.
NCAA
- Wicemistrzyni NCAA (1995)
- Mistrzyni:
  - turnieju konferencji Southeastern (SEC – 1992, 1994)
  - sezonu regularnego konferencji SEC (1993, 1994, 1995)
- Uczestniczka rozgrywek:
  - Elite Eight turnieju NCAA (1993, 1995)
  - Sweet 16 turnieju NCAA (1992–1995)
- Koszykarka Roku Konferencji Southeastern (1994, 1995)
- Zaliczona do składu All-America (1994, 1995 przez Kodaka i kapitułę Naismitha)

Drużynowe
- Mistrzyni ABL (1997)

Indywidualne
- MVP ABL (1997)
- 3-krotna uczestniczka meczu gwiazd WNBA (1999–2001)
- Zaliczona do:
  - I składu ABL (1997)
  - galerii sław sportu:
    - Greater Knoxville Sports Hall of Fame (2014)
    - National High School Hall of Fame (2015)

  - Galeria Sław Żeńskiej Koszykówki (2012)

Reprezentacja
- Mistrzyni:
  - olimpijska (1996, 2000)
  - świata (1998)
  - Ameryki (1993)

Trenerskie
- Mistrzostwo NCAA (2017 jako asystentka)